# Phoroneus
Phoroneus (altgriechisch Φορωνεύς Phorōneús) ist eine Gestalt der griechischen Mythologie. Er ist ein Sohn des Flussgottes Inachos und der Nymphe Melia oder der Argeia. Seine Geschwister sind Aigialeus und Io. 
Nach anderer Überlieferung war Phoroneus kein Gott, sondern der erste Mensch, der den Gebrauch des Feuers entdeckte, das Prometheus aus dem Olymp gestohlen hatte. Außerdem wird ihm die Einführung der Hera-Verehrung und der Schmiedekunst zugeschrieben. Ihm ist ein anonymes Epos des 7. oder 6. Jahrhunderts v. Chr. gewidmet, die Phoronis. 

## Phoroneus als Herrscher
Phoroneus folgte seinem Vater auf den Thron. Er erlangte die Herrschaft über die ganze Peloponnes und begründete das Königreich Phoronea. Er soll auch Phoronikosstadt, die erste Handelskolonie auf der Peloponnes, das spätere Argos, gegründet haben. Hier siedelten die Menschen, die bisher über das Land verstreut gewohnt hatten, an einem Ort.
Phoroneus hatte zwei Gattinnen, zum einen die Nymphe Teledike. Mit ihr hatte er die beiden Kinder Niobe und Apis. Mit der Nymphe Kerdo zeugte er Kar, den ersten König von Megara. Als weiterer, unehelicher Sohn gilt Europs. Nach seinem Tod wurde er in Argos begraben, wo er noch zur Zeit des Pausanias verehrt wurde. Sein Sohn Apis bestieg nach ihm den Thron.
Nach Phoroneus wurde seine Schwester Io auch Phoronis genannt.

## Phoroneus als Flussgott
Die Zeusgattin Hera und der Meeresgott Poseidon forderten die Flussgötter Phoroneus, Asterion, Kephisos und Inachos auf, einen von den beiden als Herrscher über die Argolis zu bestimmen. Das Gremium wählte Hera aus. Poseidon strafte die Flussgötter für ihre Nichtwahl durch Wassernot und ließ die Quellen der Flüsse versiegen.